# Nicole Faria
Nicole Estelle Faria (Bangalore, 9 de fevereiro de 1990) é uma modelo e rainha da beleza Indiana, conhecida por vencer a edição de 2010 do concurso Miss Terra.

## Carreira
Modelo profissional desde 2005, Nicole já fez trabalhos para revistas como Elle, Cosmopolitan e Vogue e participou de diversas semanas de moda na Índia e no Sri Lanka, além de ter estrelado diversos comerciais de TV.

### Miss Índia 2010
Nicole recebeu o título de Miss Índia Terra 2010 após ficar em segundo lugar no concurso Femina Miss India 2010, que escolhe as representantes indianas nos concursos Miss Mundo, Miss Terra e Miss Internacional. A vencedora do certame foi Manasvi Mamgai.

### Miss Terra 2010
Com a segunda colocação no Femina Miss India, Nicole recebeu o direito de representar a Índia na décima edição do certame internacional Miss Terra, realizado em Nha Trang, no Vietname. Durante as competições preliminares, Nicole venceu a prova de talentos e recebeu o título de Miss Talent.
Em final realizada em 4 de dezembro, venceu outras 83 candidatas ao título e foi coroada Miss Terra 2010, recebendo a coroa da brasileira Larissa Ramos.
Com o título internacional, ela passou a ser porta-voz da Fundação Miss Terra e do Programa das Nações Unidas para o Meio Ambiente.
Em 3 de dezembro de 2011, em cerimônia realizada na cidade de Quezon, nas Filipinas, coroou sua sucessora, Olga Alava, do Equador.
Nicole foi a primeira indiana a vencer o concurso desde sua fundação, em 2001.